# Walckenaeria pinocchio
Walckenaeria pinocchio este o specie de păianjeni din genul Walckenaeria, familia Linyphiidae. A fost descrisă pentru prima dată de Kaston, 1945. Conform Catalogue of Life specia Walckenaeria pinocchio nu are subspecii cunoscute.